# 2006년 한국프로야구 골든글러브
2006년 대한민국 프로 야구 골든글러브 시상식은 12월 11일 서울 코엑스 컨벤션 센터 오라토리움에서 열렸다.
시즌 최우수 선수상과 신인왕을 모두 차지했던 한화 이글스의 류현진이 압도적인 표차이로 투수 부문 골든글러브를 차지했다. 고졸 신인이 데뷔 첫해에 골든글러브를 받은 것은 1992년 롯데 자이언츠의 염종석, 1994년 LG 트윈스의 김재현 이후 세 번째였다.
그 밖에 이대호(롯데), 이용규(기아), 이택근(현대) 정근우(SK) 등도 생애 처음으로 골든글러브를 수상했다.
한편 일곱 번째 골든글러브를 낀 삼성의 양준혁은 송진우(한화, 36살 9개월 25일)을 제치고 역대 최고령(37살 6개월 15일) 수상자가 되었으며, 최다 득표의 영예는 유효표 330표 중 282표를 얻은 삼성의 박진만이 차지했다.
구단별로는 한국시리즈 우승 팀 삼성이 4명으로 가장 많았고, 준우승 팀 한화가 2명이었으며, 두산과 엘지는 수상자가 없었다.
1루수 부문 수상자인 이대호는 ‘올해의 페어플레이상’에도 선정되었다.

## 부문별 수상자
- 투수 : 류현진 (한화)
- 포수 : 진갑용 (삼성)
- 지명타자 : 양준혁 (삼성)
- 1루수 : 이대호 (롯데)
- 2루수 : 정근우 (SK)
- 3루수 : 이범호 (한화)
- 유격수 : 박진만 (삼성)
- 외야수 : 박한이 (삼성), 이택근 (현대), 이용규 (기아)

## 같이 보기
- 대한민국의 프로 야구
- 대한민국의 골든글러브상